# Bakonypölöske
Bakonypölöske är en ort (by) i provinsen Veszprém i västra Ungern. Orten har 390 invånare (2024), på en yta av 11,04 km². Den ligger cirka 13 kilometer nordväst om Ajka.